# Агластерхаузен
Агластерхаузен (њем. Aglasterhausen) општина је у њемачкој савезној држави Баден-Виртемберг. Једно је од 27 општинских средишта округа Некар-Оденвалд. Према процјени из 2010. у општини је живјело 4.963 становника. Посједује регионалну шифру (AGS) 8225002.

## Географија
Агластерхаузен се налази у савезној држави Баден-Виртемберг у округу Некар-Оденвалд. Општина се налази на надморској висини од 197 метара. Површина општине износи 22,8 km².

## Становништво
У самом мјесту је, према процјени из 2010. године, живјело 4.963 становника. Просјечна густина становништва износи 217 становника/km².